# Gruhn (Richard)
Gruhn is een Duits historisch merk van motorfietsen.
De bedrijfsnaam was: Richard Gruhn Motoren & Fahrzeugbau, Berlijn-Steglitz.
De eerste motorfietsen van Richard Gruhn waren lichte modellen met 198cc-zijklepmotoren. De productie daarvan begon in 1923, tegelijk met enkele honderden andere kleine Duitse merken. De overlevingskans voor dergelijke kleine bedrijven was zeer klein en rond 1925 verdwenen er ruim 150 van de markt, waaronder het tweede merk met de naam "Gruhn", geproduceerd door Richards broer Hugo.
Bijna al deze bedrijven (ook Hugo Gruhn) maakten goedkope modellen met inbouwmotoren van andere merken, waardoor de productiekosten laag bleven. Richard Gruhn gooide het over een heel andere boeg: hij ontwikkelde steeds nieuwe motoren, o.a. 148-, 198- en 246cc-tweetakten en in 1928 een 198cc-kopklepper met asaandrijving.
Hoewel dit een veel duurdere werkwijze was wist Richard Gruhn het bedrijf draaiende te houden tot in 1932, toen de productie werd beëindigd. Vanaf 1928 werden 200cc-motorfietsen populairder in Duitsland omdat ze zonder rijbewijs en belastingvrij gebruikt mochten worden.